# 흥수
흥수(興首, ?~?)는 백제 말기의 대신이다.
의자왕 때 좌평이었으며, 의자왕의 음란을 비판하였다가 고마미지현(古馬彌知縣, 현 전라도 장흥)으로 유배되었다. 660년 나·당 연합군의 공격을 받자 흥수는 당군이 백강을 건너지 못하게 하고 김유신이 이끄는 신라 정예군이 탄현을 통과하면 안 된다고 주장했다. 그러나 의자왕은 이를 거절했고 백제는 멸망하였다.
성충, 계백과 함께 백제의 충신이라 불린다.

## 생애
660년 나당연합군이 백제로 진군할 때 의자왕이 좌평 의직 달솔 상영 등과 회의를 열었으나, 의견 차이가 심하여 결정을 짓지 못했다. 왕은 사람을 보내 흥수에게 의견을 물었다. 그는 “당은 대국이며 군율이 엄하고 더구나 신라군과 연합하여 앞뒤로 협력하는 상황이니 넓은 들판에서 싸우면 패할지 모른다. 백강과 탄현은 우리의 요새이므로 당군이 백강에 상륙하지 못하게 하고 신라의 대군은 탄현을 넘지 못하게 하라. 왕께서는 성문을 닫고 버티다가 연합군의 양식이 떨어지고 사졸들이 피로해질 때 공격한다면 반드시 연합군을 막을 수 있다.”고 하였다. 그러나 대신들은 “흥수는 오랫동안 유배되어 임금을 원망하고 나라를 사랑하지 않으니 그 말을 들어줄 수 없다. 당군은 백강에 들어와서 흐름에 따라 배를 정렬할 수 없게 하고 신라 정예군은 탄현에 올라서 좁은 길을 따라 말을 정렬할 수 없게 한 다음 공격하면 마치 새장 속에 있는 닭을 죽이고 그물에 걸린 고기를 잡는 것과 같다.”고 하니, 왕이 동의했다. 그러나 당의 대군이 이미 백강을 통과했고 신라의 대군도 탄현을 넘었다는 소식을 듣자 왕은 어찌할 바를 몰랐다.
이후 계백의 5천 결사대는 황산벌에서 신라 정예군에게 참패했고, 백강에서는 의직의 2만 수군이 당군에게 전멸하여 백제는 패망하였다.

## 흥수가 등장하는 작품
- 《삼국기》(KBS, 1992년~1993년 배우:심우창
- 《연개소문》(SBS, 2006년~2007년, 배우:양승걸)
- 《계백》(MBC, 2010년~2010년, 배우:김유석)
- 《대왕의 꿈》(KBS, 2012년~2013년, 배우:임병기)

## 같이 보기
- 성충
- 계백

## 참고 문헌
- 삼국유사(三國遺事)